# Arisaema psittacus
Arisaema psittacus là một loài thực vật có hoa trong họ Ráy (Araceae). Loài này được E.Barnes mô tả khoa học đầu tiên năm 1940.